# Xeniya Kurach
Xeniya Kurach –en ruso, Ксения Курач– (1 de abril de 1997) es una deportista rusa que compite en piragüismo en la modalidad de aguas tranquilas.
Ganó tres medallas en el Campeonato Mundial de Piragüismo, en los años 2018 y 2019, y una medalla de plata en el Campeonato Europeo de Piragüismo de 2018. En los Juegos Europeos de Minsk 2019 obtuvo una medalla de bronce en la prueba de C2 500 m.

## Palmarés internacional
| Campeonato Mundial | Campeonato Mundial          | Campeonato Mundial | Campeonato Mundial |
| Año                | Lugar                       | Medalla            | Competición        |
| ------------------ | --------------------------- | ------------------ | ------------------ |
| 2018               | Montemor-o-Velho (Portugal) | Medalla de oro     | C1 500 m           |
| 2018               | Montemor-o-Velho (Portugal) | Medalla de bronce  | C2 200 m           |
| 2019               | Szeged (Hungría)            | Medalla de plata   | C1 500 m           |
| Juegos Europeos    |                             |                    |                    |
| Año                | Lugar                       | Medalla            | Competición        |
| 2019               | Minsk (Bielorrusia)         | Medalla de bronce  | C2 500 m           |
| Campeonato Europeo |                             |                    |                    |
| Año                | Lugar                       | Medalla            | Competición        |
| 2018               | Belgrado (Serbia)           | Medalla de plata   | C1 500 m           |